# 小行星2858
小行星2858（2858 Carlosporter）是一颗绕太阳运转的小行星，为主小行星带小行星。该小行星于1975年12月1日发现。
該小行星以智利動物學家卡洛斯·波特（Carlos Porter）命名。

## 轨道参数
小行星2858的轨道半长轴为2.2668825 UA，离心率为0.194。